# Ženklava
Ženklava (dříve též Ženklab či Ženklev, německy Senftleben) je obec v okrese Nový Jičín v Moravskoslezském kraji. Žije zde přibližně 1 200 obyvatel.

## Název
Vesnice byla při založení pojmenována Senf(t)leben. V první části jména je (německé) osobní jméno Senf (latinského původu), ve druhé staroněmecké leba - "zbytky". Místní jména s -leben se vyskytují především v Durynsku, odkud bylo pravděpodobně přeneseno na Moravu. Do češtiny bylo jméno převedeno nejprve jako Ženkleb (mužského rodu, doklady od 15. století), v 19. století se vedle tohoto objevily i tvary Ženklav a Ženklava. V místní lidové mluvě se ještě ve 20. století užívalo Ženklav nebo Ženklab (mužského rodu).

## Historie
První písemná zmínka o obci pochází z roku 1411. Obce Ženklava a Žilina patřily Novojičínskému panství, které v době pobělohorské, v roce 1624, daroval císař Ferdinand II. olomouckým jezuitům. Výsledkem rekatolizačního úsilí jezuitů byla i zásluhou ženklavských exulantů obnovena Jednota bratrská, která pod názvem Moravští bratři působí v celém světě.

## Obyvatelstvo
| Rok            | 1869 | 1880 | 1890 | 1900 | 1910  | 1921  | 1930  | 1950  | 1961  | 1970 | 1980 | 1991 | 2001 | 2011 | 2021  |
| -------------- | ---- | ---- | ---- | ---- | ----- | ----- | ----- | ----- | ----- | ---- | ---- | ---- | ---- | ---- | ----- |
| Počet obyvatel | 845  | 863  | 906  | 911  | 1 028 | 1 100 | 1 154 | 1 177 | 1 059 | 951  | 898  | 733  | 847  | 972  | 1 058 |
| Počet domů     | 140  | 149  | 155  | 163  | 172   | 177   | 223   | 240   | 211   | 200  | 210  | 235  | 244  | 280  | 317   |

## Obecní správa
Mezi lety 1869–1975 Ženklava byla obcí v okrese Nový Jičín (1869–1930), poté v okrese Frenštát pod Radhoštěm (1950) a později opět v okrese Nový Jičín. Od 1. ledna 1976 do 23. listopadu 1990 patřila jako část města k Štramberku a od 24. listopadu 1990 je opět samostatnou obcí.

### Obecní symboly
Znak a vlajka byly obci uděleny rozhodnutím předsedy Poslanecké sněmovny Parlamentu České republiky dne 27. dubna 1999.

## Osobnosti
- Kristián David (1692–1751), bratrský misionář, jeden ze zakladatelů Ochranova[12]
- Andreas Grassmann (1704–1783), český bratrský biskup v Berlíně
- Matthaeus Witke (1705–1761), bratrský misionář v severní Americe
- Martin David (* 1970), biskup ostravsko-opavské diecéze